# Hermann von Pückler-Muskau
Hermann Ludwig Heinrich von Pückler-Muskauⓘ (Muskau, 30 de outubro de 1785 - Castelo Branitz perto de Cottbus, 4 de fevereiro de 1871) foi um explorador e paisagista alemão
Ficou conhecido como um dos maiores paisagistas de jardins do seu tempo e como autor de livros sobre suas viagens pela Europa e norte da África.
Foi o criador do Parque de Muskau declarado Patrimônio da humanidade pela Unesco. Este parque fica localizado na Fronteira Alemanha-Polónia, com terrenos em ambos os lados do Rio Neisse, sendo o mais extenso da Europa central.

## Obras
- Briefe eines Verstorbenen (4 tomos, 1830-31)
- Andeutungen über Landschaftsgärtnerei (Tratado de jardinagem e único livro publicado sob seu nome, 1834)
- Tutti Frutti (5 tomos, 1834)
- Jugend-Wanderungen (1835)
- Semilassos vorletzter Weltgang (3 tomos, 1835)
- Semilasso in Afrika (5 tomos, 1836)
- Der Vorläufer (1838)
- Südöstlicher Bildersaal (3 tomos. Sobre sua viagem a Grécia, 1840/41)
- Aus Muhammad Ali Pascha Reich (3 tomos. Sobre suas experiências com Mehmet Alí, 1844)
- Die Rückkehr (3 tomos, 1846-48)
- Briefwechsel und Tagebücher des Fürsten Hermann von Pückler-Muskau (9 tomos. Cartas e diários publicados postumamente por Ludmilla Assing, 1873-76)
- Liebesbriefe eines alten Kavaliers. Briefwechsel des Fürsten Pückler mit Ada von Treskow (Cartas de amor publicadas por Werner Deetjen, 1938)